# Luis Enrique Martínez García
Luis Enrique Martínez García (Gijón, 8 de mayo de 1970), más conocido simplemente como Luis Enrique, es un exfutbolista y entrenador de fútbol español. Como futbolista jugaba como centrocampista o delantero y fue internacional con la selección de fútbol de España en 62 ocasiones. Como entrenador actualmente dirige al Paris Saint-Germain F. C. de la Ligue 1 de Francia.
Desarrolló su carrera profesional en el Sporting de Gijón, el Real Madrid C. F. —con el que consiguió una Liga española, una Copa del Rey y una Supercopa de España— y el F. C. Barcelona —donde conquistó dos Ligas, dos Copas, una Supercopa de España, una Recopa y una Supercopa de Europa. Además, fue internacional con la selección española, con la que logró una medalla de oro en los Juegos Olímpicos de Barcelona 1992 y disputó tres Mundiales y una Eurocopa. También fue incluido en el FIFA 100, una lista histórica de los mejores futbolistas del siglo XX elaborada en 2004 por Pelé.
Como entrenador, hizo su debut en 2008 al frente del F. C. Barcelona "B", con el que consiguió un ascenso a Segunda División en 2010 y la mejor clasificación del filial azulgrana en la categoría, el tercer puesto, un año después. Durante la temporada 2011-12 dirigió a la A. S. Roma. Después de un año sin entrenar, en la campaña 2013-14 fichó por el R. C. Celta de Vigo, al que dejó en la novena posición de la tabla con cuarenta y nueve puntos. El 19 de mayo de 2014 fichó por el F. C. Barcelona, con quien consiguió dos Ligas, tres Copas del Rey, una Supercopa de España, una Liga de Campeones, una Supercopa de Europa y una Copa Mundial de Clubes a lo largo de las siguientes tres temporadas. El 9 de julio de 2018 pasó a dirigir a la selección española, cargo que tuvo que abandonar después de once meses por motivos personales, y terminaría volviendo en noviembre de 2019.

## Trayectoria

### Como jugador
Sus inicios tuvieron lugar en el equipo de fútbol sala del colegio Elisburu, antes de pasar a los benjamines del Xeitosa. A los once años ingresó en la Escuela de fútbol de Mareo hasta que con catorce se marchó al Club Deportivo La Braña, donde jugó hasta cumplir la mayoría de edad. De cara a la temporada 1988-89 el Sporting decidió recuperarlo e incorporarlo a su filial de la Tercera División, el Sporting Atlético. Su debut con el Real Sporting de Gijón en Primera División se produjo el 24 de septiembre de 1989, en un partido frente al C. D. Málaga disputado en el estadio El Molinón.
En la campaña 1990-91 quedó incorporado definitivamente a la plantilla del Sporting y logró meter catorce goles jugando como delantero a las órdenes de Ciriaco Cano. Además, clasificó al Sporting para disputar la Copa de la UEFA gracias a un tanto en el último partido de la temporada, disputado en el estadio de Mestalla frente al Valencia C. F., que finalizó con el marcador de 0-1. A finales de junio de 1991 se confirmó su fichaje por el Real Madrid C. F. a cambio de los 250 millones de pesetas en que estaba valorada la cláusula de rescisión de su contrato.
En sus primeros años en el equipo blanco, con Radomir Antić y Benito Floro al frente del equipo, no llegó a triunfar como se esperaba debido, en parte, a que fue utilizado en demarcaciones poco habituales para él, como el lateral o el interior, enfocando su juego a labores más defensivas. Con la llegada de Jorge Valdano al banquillo del Real Madrid, Luis Enrique vivió una de sus mejores etapas en el Bernabéu participando, principalmente, en la banda derecha; en la temporada 1994-95 participó en una goleada ante el F. C. Barcelona que finalizó 5-0, llegando a anotar uno de los tantos, y en la recta final del campeonato el club merengue se proclamó campeón de Liga. Sin embargo, la temporada 1995-96 significó todo lo contrario para el jugador, con un Real Madrid inmerso en una crisis deportiva, que desembocó en su salida del club tras no alcanzar un acuerdo para la renovación de su contrato.
En verano de 1996 fichó por el F. C. Barcelona, donde se reecontró con un viejo amigo de su etapa en el Sporting: Abelardo Fernández. En su primer año en el club catalán, bajo las órdenes del preparador inglés Bobby Robson, alcanzó la cifra de diecisiete goles y conquistó la Supercopa de España, la Copa del Rey y la Recopa de Europa. En la temporada 1997-98, con Louis van Gaal como entrenador, volvió a ser una pieza fundamental, actuando sobre todo como centrocampista. Ese año consiguió su récord goleador, anotando dieciocho tantos, y ganó la Liga, la Copa del Rey y la Supercopa de Europa. La siguiente temporada, en la que el Barcelona volvió a hacerse con el título liguero, siguió siendo importante en el esquema del técnico neerlandés.

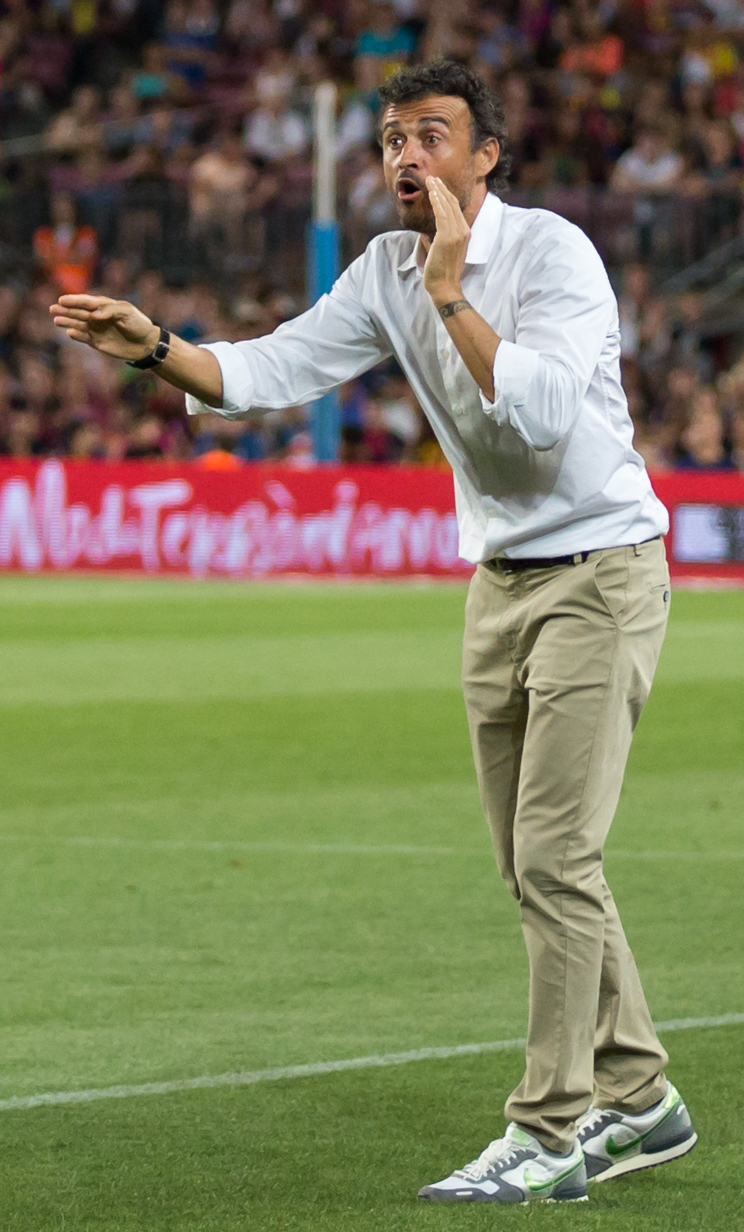
Luis Enrique, como entrenador del F. C. Barcelona en 2014.

El 16 de mayo de 2004, tras varios años cosechando resultados irregulares con los azulgranas, jugó su último partido como profesional frente al Real Racing Club de Santander, finalizando así una etapa de ocho temporadas como jugador barcelonista. El club le preparó un homenaje y su entrenador, Frank Rijkaard, lo incluyó en el equipo titular; jugó hasta el minuto 59, cuando fue sustituido por Marc Overmars entre los aplausos de los aficionados.

### Como entrenador
F. C. Barcelona "B"
Su debut como técnico se produjo en junio de 2008, cuando se hizo cargo del F. C. Barcelona "B" en sustitución de Pep Guardiola. Dirigió al filial barcelonista durante tres años, en los que logró el ascenso a Segunda División en la temporada 2009-10, después de once años sin participar en la categoría, y la mejor clasificación en toda la historia del Barcelona "B" en la división de plata, al finalizar en tercer puesto en la campaña 2010-11.
A. S. Roma
Tras dar por concluida su etapa en el filial azulgrana, fichó por el A. S. Roma italiano en junio de 2011. En su debut como técnico en la Liga Europa, el conjunto romano fue eliminado en la ronda de play-off de la competición por el Slovan Bratislava eslovaco, tras perder por 1-0 en el primer partido y empatar 1-1 en el encuentro de vuelta disputado en el Estadio Olímpico de Roma. En la Liga, consiguió dejar al equipo en la séptima posición de la tabla. A falta de una jornada para que concluyera la temporada, el director deportivo del club, Franco Baldini, confirmó que Luis Enrique no continuaría en el cargo al término de la misma a pesar de tener un año más de contrato.
Celta de Vigo

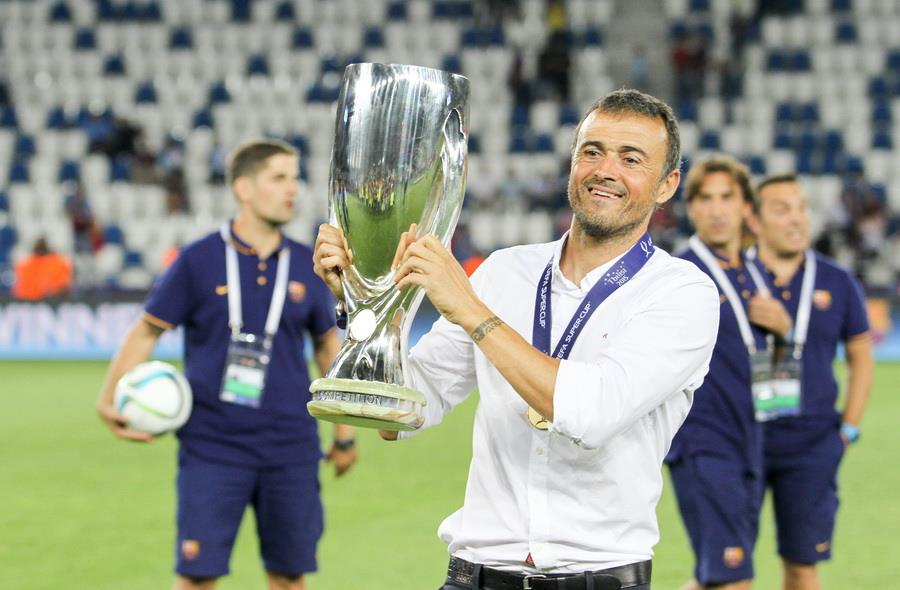
Luis Enrique levanta el trofeo de la Supercopa de Europa 2015.

El 8 de junio de 2013 se anunció su contratación por el R. C. Celta de Vigo. Consiguió clasificar en el noveno puesto al conjunto gallego, tras sumar cuarenta y nueve puntos, y anunció su marcha del club el 16 de mayo de 2014.
F. C. Barcelona
El 19 de mayo, el F. C. Barcelona confirmó su fichaje como técnico para las dos siguientes temporadas, sucediendo a Tito Vilanova, pero Gerardo Martino entrenó al club en la temporada anterior porque Tito renunció debido a que recayó un cáncer que le costaría la vida en abril de 2014. El 17 de mayo de 2015 consiguió el título de Liga tras una victoria por 0-1 ante el Club Atlético de Madrid en el estadio Vicente Calderón. El 30 de mayo conquistó su segundo trofeo como entrenador con la consecución de la Copa del Rey en la final disputada frente al Athletic Club en la que el Barcelona venció por 1-3. El 6 de junio ganó asimismo la tercera competición en la que participaban durante la temporada, la Liga de Campeones, lo que supuso el segundo "triplete" de la historia del Barcelona tras el logrado en 2009.
Comenzó la temporada 2015-16 con la victoria en la Supercopa de Europa frente al Sevilla F. C. por 5-4. El 20 de diciembre de 2015 llevó al Barcelona a proclamarse campeón de la Copa Mundial de Clubes tras derrotar al C. A. River Plate por 0-3 en la final disputada en Yokohama. El 14 de mayo de 2016 consiguió su segunda Liga española como entrenador tras una victoria en el estadio Los Cármenes ante el Granada C. F. por 0-3 y ocho días después también repitió éxito en la Copa del Rey al vencer al Sevilla F. C. por 2-0 en la final celebrada en el estadio Vicente Calderón.
Su último partido como entrenador del Barcelona fue la final de la Copa del Rey 2016-17, en la que consiguió el campeonato por tercera vez consecutiva tras una victoria por 3-1 frente al Deportivo Alavés.
Selección española
El 9 de julio de 2018 se anunció su contratación como seleccionador de España. Debutó el 8 de septiembre con una victoria por 1-2 frente a Inglaterra en la primera jornada de la Liga de las Naciones 2018-19 celebrada en el estadio de Wembley. Desde el 26 de marzo de 2019, un problema familiar le impidió dirigir los encuentros correspondientes a la clasificación para la Eurocopa 2020 y, finalmente, el 19 de junio se anunció que abandonaba el cargo de seleccionador.
El 19 de noviembre de 2019, la RFEF confirmó su regreso a la selección española. El 8 de diciembre de 2022, tras la eliminación de España en octavos de final del Mundial de Catar, se anunció que no iba a renovar su contrato.
Paris-Saint Germain F. C.
El 5 de julio de 2023, fue presentado como nuevo entrenador del Paris Saint-Germain F. C. hasta junio de 2025. El 3 de enero del 2024 ganó su primer título con el club francés, la Supercopa de Francia, y el décimo título de su carrera como entrenador; posteriormente, ganó la Ligue 1 en abril de 2024, sumando 11 títulos como técnico. El 25 de mayo de 2024, también ganó la Copa de Francia, por lo que ya suma 12 títulos como entrenador.
Después de una buena primera temporada, en febrero de 2025, renovó con el club parisino hasta 2027.
En la temporada 2024-25 consiguió, diez años después, su segundo "triplete" como entrenador al proclamarse campeón de Ligue 1 y Copa en Francia con el PSG y ganar la final de la Champions League al Inter de Milán por un resultado de 5-0, siendo el segundo entrenador español en lograrlo, tras Pep Guardiola, quién lo logró con el FC Barcelona en el 2009 y con el Manchester City en el 2023. 
En la temporada 2025-26, gana la Supercopa de la UEFA 4-3 en penales tras empatar 2-2 en el tiempo reglamentario frente al Tottenham Hotspur, por lo que suma 16 títulos como entrenador.

### Fuera del fútbol
Tras retirarse como futbolista, se dedicó a participar en otro tipo de competiciones. En 2005 participó en la Maratón de Nueva York. Dos años más tarde en Florencia consiguió bajar de las tres horas en maratón.
Su debut en triatlón se produjo en 2007 en Bañolas, y ese mismo año, también completó el Ironman de Fráncfort del Meno.
También ha participado en competiciones de ultramaratón, como la Maratón des Sables, y de ciclismo, como la Marcha Cicloturista Quebrantahuesos.

## Selección nacional
Fue internacional absoluto con la selección española en sesenta y dos ocasiones, en las que anotó doce goles. Además de su participación en los Juegos Olímpicos de Barcelona 1992, en los que consiguió la medalla de oro, disputó tres Mundiales: 1994, 1998 y 2002, y la Eurocopa 1996.
En la Copa Mundial de Fútbol de 1994 tuvo lugar uno de los sucesos más conocidos de su carrera. Después de jugar dos partidos en la primera fase del campeonato, un gol suyo en los octavos de final, ante Suiza, contribuyó al triunfo de España y les tocó enfrentarse a Italia en cuartos de final. En dicho encuentro, Mauro Tassotti le propinó un codazo en la cara, rompiéndole la nariz, aunque el árbitro Sándor Puhl no sancionó la acción con penalti, pues ambos se encontraban dentro del área. El partido terminó con la derrota de España por 2-1 y la consecuente eliminación del campeonato.
Disputó su último encuentro con la selección en los cuartos de final del Mundial 2002, donde España quedó eliminada de la competición ante la anfitriona Corea del Sur.

### Participaciones en la Copa del Mundo
| Copa                      | Sede                     | Resultado                | Partidos | Goles |
| ------------------------- | ------------------------ | ------------------------ | -------- | ----- |
| Mundial de Fútbol de 1994 | Estados Unidos           | Cuartos de final         | 4        | 1     |
| Mundial de Fútbol de 1998 | Francia                  | Primera fase             | 3        | 1     |
| Mundial de Fútbol de 2002 | Corea del Sur y Japón    | Cuartos de final         | 5        | 0     |
| Total en copas del mundo  | Total en copas del mundo | Total en copas del mundo | 12       | 2     |

### Participaciones en la Eurocopa
| Copa          | Sede       | Resultado        |
| ------------- | ---------- | ---------------- |
| Eurocopa 1996 | Inglaterra | Cuartos de final |

## Clubes y estadísticas

### Como jugador
| Club                                | Div                 | Liga     | Liga  | Copas nacionales | Copas nacionales | Torneos internacionales | Torneos internacionales | Otras competiciones | Otras competiciones | Selección nacional | Selección nacional | Total    | Total |
| Club                                | Div                 | Partidos | Goles | Partidos         | Goles            | Partidos                | Goles                   | Partidos            | Goles               | Partidos           | Goles              | Partidos | Goles |
| ----------------------------------- | ------------------- | -------- | ----- | ---------------- | ---------------- | ----------------------- | ----------------------- | ------------------- | ------------------- | ------------------ | ------------------ | -------- | ----- |
| Sporting de Gijón Atlético · España | 1989-90             | 27       | 5     | —                | —                | —                       | —                       | —                   | —                   | —                  | —                  | 27       | 5     |
| Sporting de Gijón Atlético · España | Total               | 27       | 5     | —                | —                | —                       | —                       | —                   | —                   | —                  | —                  | 27       | 5     |
| Real Sporting de Gijón · España     | 1989-90             | 1        | 0     | —                | —                | —                       | —                       | —                   | —                   | —                  | —                  | 1        | 0     |
| Real Sporting de Gijón · España     | 1990-91             | 35       | 15    | 9                | 3                | —                       | —                       | —                   | —                   | 1                  | 0                  | 45       | 18    |
| Real Sporting de Gijón · España     | Total               | 36       | 15    | 9                | 3                | —                       | —                       | —                   | —                   | 1                  | 0                  | 46       | 18    |
| Real Madrid C. F. · España          | 1991-92             | 29       | 4     | 6                | 1                | 6                       | 0                       | —                   | —                   | 0                  | 0                  | 41       | 5     |
| Real Madrid C. F. · España          | 1992-93             | 34       | 2     | 6                | 0                | 8                       | 1                       | —                   | —                   | 2                  | 0                  | 50       | 3     |
| Real Madrid C. F. · España          | 1993-94             | 28       | 2     | 4                | 1                | 6                       | 0                       | 2                   | 0                   | 9                  | 3                  | 49       | 6     |
| Real Madrid C. F. · España          | 1994-95             | 35       | 4     | 2                | 0                | 6                       | 0                       | —                   | —                   | 8                  | 0                  | 51       | 4     |
| Real Madrid C. F. · España          | 1995-96             | 31       | 3     | 0                | 0                | 8                       | 0                       | 2                   | 0                   | 9                  | 2                  | 50       | 5     |
| Real Madrid C. F. · España          | Total               | 157      | 15    | 18               | 2                | 34                      | 1                       | 4                   | 0                   | 28                 | 5                  | 241      | 23    |
| F. C. Barcelona · España            | 1996-97             | 35       | 17    | 7                | 1                | 7                       | 0                       | 2                   | 0                   | 4                  | 2                  | 55       | 20    |
| F. C. Barcelona · España            | 1997-98             | 34       | 18    | 6                | 3                | 4                       | 3                       | 3                   | 1                   | 8                  | 1                  | 55       | 26    |
| F. C. Barcelona · España            | 1998-99             | 26       | 11    | 3                | 0                | 3                       | 1                       | 2                   | 0                   | 8                  | 4                  | 42       | 16    |
| F. C. Barcelona · España            | 1999-00             | 19       | 3     | 5                | 3                | 7                       | 6                       | 2                   | 0                   | 3                  | 0                  | 36       | 12    |
| F. C. Barcelona · España            | 2000-01             | 28       | 9     | 4                | 1                | 9                       | 6                       | —                   | —                   | 5                  | 0                  | 46       | 16    |
| F. C. Barcelona · España            | 2001-02             | 23       | 4     | 0                | 0                | 15                      | 6                       | —                   | —                   | 5                  | 0                  | 43       | 10    |
| F. C. Barcelona · España            | 2002-03             | 18       | 8     | 0                | 0                | 8                       | 2                       | —                   | —                   | —                  | —                  | 26       | 10    |
| F. C. Barcelona · España            | 2003-04             | 24       | 3     | 1                | 0                | 5                       | 2                       | —                   | —                   | —                  | —                  | 30       | 5     |
| F. C. Barcelona · España            | Total               | 207      | 73    | 26               | 8                | 58                      | 26                      | 9                   | 1                   | 33                 | 7                  | 333      | 115   |
| Total en su carrera                 | Total en su carrera | 427      | 108   | 53               | 13               | 92                      | 27                      | 13                  | 1                   | 62                 | 12                 | 647      | 161   |
| 1. 2. 3. 4.                         |                     |          |       |                  |                  |                         |                         |                     |                     |                    |                    |          |       |

### Como entrenador

#### Clubes
| Equipo                      | Div.         | Temporada    | Liga  | Liga | Liga | Liga | Liga |       | Copa | Copa | Copa | Copa  |    | Internacional | Internacional | Internacional | Internacional | Internacional |   | Otros | Otros | Otros | Otros |    | Totales     | Totales | Totales | Totales | Totales | Totales | Totales | Totales |
| Equipo                      | Div.         | Temporada    | Part. | G    | E    | P    | Pos. | Part. | G    | E    | P    | Part. | G  | E             | P             | Pos.          | Part.         | G             | E | P     | Part. | G     | E     | P  | Rendimiento | GF      | GC      | Dif.    |         |         |         |         |
| --------------------------- | ------------ | ------------ | ----- | ---- | ---- | ---- | ---- | ----- | ---- | ---- | ---- | ----- | -- | ------------- | ------------- | ------------- | ------------- | ------------- | - | ----- | ----- | ----- | ----- | -- | ----------- | ------- | ------- | ------- | ------- | ------- | ------- | ------- |
| Barcelona "B" · España      | 2.ªB         | 2008-09      | 38    | 15   | 15   | 8    | 5.º  | -     | -    | -    | -    | -     | -  | -             | -             | -             | -             | -             | - | -     | 38    | 15    | 15    | 8  | 52.63%      | 50      | 38      | +12     |         |         |         |         |
| Barcelona "B" · España      | 2.ªB         | 2009-10      | 44    | 24   | 14   | 6    | 2.º  | -     | -    | -    | -    | -     | -  | -             | -             | -             | -             | -             | - | -     | 44    | 24    | 14    | 6  | 65.16%      | 73      | 39      | +34     |         |         |         |         |
| Barcelona "B" · España      | 2.ª          | 2010-11      | 42    | 20   | 11   | 11   | 3.º  | -     | -    | -    | -    | -     | -  | -             | -             | -             | -             | -             | - | -     | 42    | 20    | 11    | 11 | 56.35%      | 85      | 62      | +23     |         |         |         |         |
| Barcelona "B" · España      | Total        | Total        | 124   | 59   | 40   | 25   | -    | -     | -    | -    | -    | -     | -  | -             | -             | -             | -             | -             | - | -     | 124   | 59    | 40    | 25 | 58.33%      | 208     | 139     | +69     |         |         |         |         |
| AS Roma · Italia            | 1.ª          | 2011-12      | 38    | 16   | 8    | 14   | 7.º  | 2     | 1    | 0    | 1    | 2     | 0  | 1             | 1             | 4ªR           | -             | -             | - | -     | 42    | 17    | 9     | 16 | 47.62%      | 64      | 59      | +5      |         |         |         |         |
| AS Roma · Italia            | Total        | Total        | 38    | 16   | 8    | 14   | -    | 2     | 1    | 0    | 1    | 2     | 0  | 1             | 1             | -             | -             | -             | - | -     | 42    | 17    | 9     | 16 | 47.62%      | 64      | 59      | +5      |         |         |         |         |
| Celta de Vigo · España      | 1.ª          | 2013-14      | 38    | 14   | 7    | 17   | 9.º  | 2     | 1    | 0    | 1    | -     | -  | -             | -             | -             | -             | -             | - | -     | 40    | 15    | 7     | 18 | 43.33%      | 50      | 58      | -8      |         |         |         |         |
| Celta de Vigo · España      | Total        | Total        | 38    | 14   | 7    | 17   | -    | 2     | 1    | 0    | 1    | -     | -  | -             | -             | -             | -             | -             | - | -     | 40    | 15    | 7     | 18 | 43.33%      | 50      | 58      | -8      |         |         |         |         |
| Barcelona · España          | 1.ª          | 2014-15      | 38    | 30   | 4    | 4    | 1.º  | 9     | 9    | 0    | 0    | 13    | 11 | 0             | 2             | 1.º           | -             | -             | - | -     | 60    | 50    | 4     | 6  | 85.55%      | 175     | 38      | +137    |         |         |         |         |
| Barcelona · España          | 1.ª          | 2015-16      | 38    | 29   | 4    | 5    | 1.º  | 9     | 7    | 2    | 0    | 10    | 7  | 2             | 1             | 1/4           | 5             | 3             | 1 | 1     | 62    | 46    | 9     | 7  | 79.03%      | 173     | 51      | +122    |         |         |         |         |
| Barcelona · España          | 1.ª          | 2016-17      | 38    | 28   | 6    | 4    | 2.º  | 9     | 6    | 2    | 1    | 10    | 6  | 1             | 3             | 1/4           | 2             | 2             | 0 | 0     | 59    | 42    | 9     | 8  | 76.27%      | 171     | 58      | +113    |         |         |         |         |
| Barcelona · España          | Total        | Total        | 114   | 87   | 14   | 13   | -    | 27    | 22   | 4    | 1    | 33    | 24 | 3             | 6             | -             | 7             | 5             | 1 | 1     | 181   | 138   | 22    | 21 | 80.29%      | 519     | 147     | +372    |         |         |         |         |
| Paris Saint-Germain Francia | 1.ª          | 2023-24      | 34    | 22   | 10   | 2    | 1.º  | 6     | 6    | 0    | 0    | 12    | 5  | 2             | 5             | 1/2           | 1             | 1             | 0 | 0     | 53    | 34    | 12    | 7  | 71.7%       | 124     | 52      | +72     |         |         |         |         |
| Paris Saint-Germain Francia | 1.ª          | 2024-25      | 34    | 26   | 6    | 2    | 1.º  | 6     | 5    | 1    | 0    | 17    | 11 | 1             | 5             | 1.º           | 8             | 6             | 0 | 2     | 65    | 48    | 8     | 9  | 77.95%      | 168     | 59      | +109    |         |         |         |         |
| Paris Saint-Germain Francia | 1.ª          | 2025-26      | 1     | 1    | 0    | 0    | -    | 0     | 0    | 0    | 0    | 0     | 0  | 0             | 0             | -             | 1             | 0             | 1 | 0     | 2     | 1     | 1     | 0  | 66.67%      | 3       | 2       | +1      |         |         |         |         |
| Paris Saint-Germain Francia | Total        | Total        | 69    | 49   | 16   | 4    | -    | 12    | 11   | 1    | 0    | 29    | 16 | 3             | 10            | -             | 10            | 7             | 1 | 2     | 120   | 83    | 21    | 16 | 75%         | 295     | 113     | +182    |         |         |         |         |
| Total Clubes                | Total Clubes | Total Clubes | 383   | 225  | 85   | 73   | -    | 43    | 35   | 5    | 3    | 64    | 40 | 7             | 17            | -             | 17            | 12            | 2 | 3     | 507   | 312   | 99    | 96 | 68.05%      | 1136    | 516     | +620    |         |         |         |         |
| 1. 2. 3.                    |              |              |       |      |      |      |      |       |      |      |      |       |    |               |               |               |               |               |   |       |       |       |       |    |             |         |         |         |         |         |         |         |

#### Selección
| España              | 2018-19             | 4   | 2   | 0  | 2  | 7.º  | 2  | 2  | 0 | 0 | -  | -  | -  | -  | -   | 2  | 2  | 0 | 0 | 8   | 6   | 0   | 2   | 75%    | 21   | 9   | +12  |
| España              | 2019-20             | -   | -   | -  | -  | -    | -  | -  | - | - | -  | -  | -  | -  | -   | 2  | 0  | 2 | 0 | 2   | 0   | 2   | 0   | 33.33% | 1    | 1   | +0   |
| España              | 2020-21             | 8   | 4   | 2  | 2  | 2.º  | 8  | 6  | 1 | 1 | 6  | 2  | 4  | 0  | 1/2 | 2  | 1  | 1 | 0 | 24  | 13  | 8   | 3   | 65.28% | 48   | 17  | +31  |
| España              | 2021-22             | -   | -   | -  | -  | -    | -  | -  | - | - | -  | -  | -  | -  | -   | 2  | 2  | 0 | 0 | 2   | 2   | 0   | 0   | 100%   | 7    | 1   | +6   |
| España              | 2022-23             | 6   | 3   | 2  | 1  | Inc. | -  | -  | - | - | 4  | 1  | 2  | 1  | 1/8 | 1  | 1  | 0 | 0 | 11  | 5   | 4   | 2   | 57.57% | 20   | 9   | +11  |
| Total Selección     | Total Selección     | 18  | 9   | 4  | 5  | -    | 10 | 8  | 1 | 1 | 10 | 3  | 6  | 1  | -   | 9  | 6  | 3 | 0 | 47  | 26  | 14  | 7   | 65.25% | 97   | 37  | +60  |
| Total en su carrera | Total en su carrera | 401 | 234 | 89 | 78 | -    | 53 | 43 | 6 | 4 | 74 | 43 | 13 | 18 | -   | 26 | 18 | 5 | 3 | 554 | 338 | 113 | 103 | 67.81% | 1233 | 553 | +680 |

#### Estadísticas como seleccionador de España
| Torneo                        | Año                 | PJ | PG | PE | PP | GF | GC | DF  | Pts | Resultado        | Rendimiento |
| ----------------------------- | ------------------- | -- | -- | -- | -- | -- | -- | --- | --- | ---------------- | ----------- |
| Liga de Naciones UEFA 2018-19 | 2018                | 4  | 2  | 0  | 2  | 12 | 7  | +5  | 6   | Fase de grupos   | 50%         |
| Clasificatorias Eurocopa 2020 | 2018-2019           | 2  | 2  | 0  | 0  | 4  | 1  | +3  | 6   | Clasificado      | 100%        |
| Eurocopa 2020                 | 2021                | 6  | 2  | 4  | 0  | 13 | 6  | +7  | 10  | Semifinales      | 55.55%      |
| Liga de Naciones UEFA 2020-21 | 2020-2021           | 8  | 4  | 2  | 2  | 16 | 6  | +10 | 14  | Subcampeón       | 58.33%      |
| Clasificatorias Catar 2022    | 2021-2022           | 8  | 6  | 1  | 1  | 15 | 5  | +10 | 19  | Clasificado      | 76.19%      |
| Catar 2022                    | 2022                | 4  | 1  | 2  | 1  | 9  | 3  | +6  | 5   | Octavos de final | 41.67%      |
| Liga de Naciones UEFA 2022-23 | 2022-2023           | 6  | 3  | 2  | 1  | 8  | 5  | +3  | 11  | Fase de grupos   | 61.11%      |
| Amistosos                     | 2018-2019 2019-2022 | 9  | 6  | 3  | 0  | 20 | 4  | +16 | 21  | +6 PG            | 77.78%      |
| Total                         | Total               | 47 | 26 | 14 | 7  | 97 | 37 | +60 | 92  | Sin títulos      | 65.25%      |

#### Resumen por competiciones
| Competición                      | Partidos | Ganados | Empatados | Perdidos | %      | Resultado        |
| Clubes                           | Clubes   | Clubes  | Clubes    | Clubes   | Clubes | Clubes           |
| -------------------------------- | -------- | ------- | --------- | -------- | ------ | ---------------- |
| Segunda División B de España     | 82       | 39      | 29        | 14       | 59.35% | Subcampeón       |
| Segunda División de España       | 42       | 20      | 11        | 11       | 56.35% | 3.er lugar       |
| LaLiga                           | 152      | 101     | 21        | 30       | 71.06% | Campeón          |
| Copa del Rey                     | 29       | 23      | 4         | 2        | 83.91% | Campeón          |
| Supercopa de España              | 4        | 2       | 1         | 1        | 58.33% | Campeón          |
| Serie A                          | 38       | 16      | 8         | 14       | 49.13% | 7.º lugar        |
| Copa Italia                      | 2        | 1       | 0         | 1        | 50%    | Cuartos de final |
| Ligue 1                          | 69       | 49      | 16        | 4        | 78.74% | Campeón          |
| Copa de Francia                  | 12       | 11      | 1         | 0        | 94.45% | Campeón          |
| Supercopa de Francia             | 2        | 2       | 0         | 0        | 100%   | Campeón          |
| Liga de Campeones de la UEFA     | 62       | 40      | 6         | 16       | 67.75% | Campeón          |
| Liga Europea de la UEFA          | 2        | 0       | 1         | 1        | 16.67% | Cuarta ronda     |
| Supercopa de la UEFA             | 2        | 1       | 1         | 0        | 66.67% | Campeón          |
| Mundial de Clubes de la FIFA     | 9        | 7       | 0         | 2        | 77.78% | Campeón          |
| Copa Intercontinental de la FIFA | 0        | 0       | 0         | 0        | 0%     | En disputa       |
| Total clubes                     | 507      | 312     | 99        | 96       | 68.05% | 17 Títulos       |
| Selección                        |          |         |           |          |        |                  |
| Liga de Naciones                 | 18       | 9       | 4         | 5        | 57.41% | Subcampeón       |
| Clasificatorias Mundial          | 8        | 6       | 1         | 1        | 79.17% | Clasificado      |
| Clasificatorias Eurocopa         | 2        | 2       | 0         | 0        | 100%   | Clasificado      |
| Mundial                          | 4        | 1       | 2         | 1        | 41.67% | Octavos de final |
| Eurocopa                         | 6        | 2       | 4         | 0        | 55.55% | Semifinales      |
| Amistosos                        | 9        | 6       | 3         | 0        | 77.78% | +6 PG            |
| Total selección                  | 47       | 26      | 14        | 7        | 65.25% | Sin Títulos      |
| Total en su carrera              | 554      | 338     | 113       | 103      | 67.81% | 17 Títulos       |

## Palmarés

### Como jugador

#### Títulos nacionales
| Título                     | Equipo            | País   | Año     |
| -------------------------- | ----------------- | ------ | ------- |
| Copa del Rey               | Real Madrid C. F. | España | 1992-93 |
| Supercopa de España        | Real Madrid C. F. | España | 1993    |
| Primera División de España | Real Madrid C. F. | España | 1994-95 |
| Copa del Rey               | F. C. Barcelona   | España | 1996-97 |
| Supercopa de España        | F. C. Barcelona   | España | 1996    |
| Primera División de España | F. C. Barcelona   | España | 1997-98 |
| Copa del Rey               | F. C. Barcelona   | España | 1997-98 |
| Primera División de España | F. C. Barcelona   | España | 1998-99 |

#### Títulos internacionales
| Título               | Club (*)        | Sede      | Año     |
| -------------------- | --------------- | --------- | ------- |
| Recopa de la UEFA    | F. C. Barcelona | Róterdam  | 1996-97 |
| Supercopa de la UEFA | F. C. Barcelona | Barcelona | 1997    |
| Juegos Olímpicos     | España Sub-23   | Barcelona | 1992    |

(*) Incluyendo la selección.

### Como entrenador

#### Títulos nacionales
| Título                     | Equipo              | País    | Año     |
| -------------------------- | ------------------- | ------- | ------- |
| Primera División de España | F. C. Barcelona     | España  | 2014-15 |
| Copa del Rey               | F. C. Barcelona     | España  | 2014-15 |
| Primera División de España | F. C. Barcelona     | España  | 2015-16 |
| Copa del Rey               | F. C. Barcelona     | España  | 2015-16 |
| Supercopa de España        | F. C. Barcelona     | España  | 2016    |
| Copa del Rey               | F. C. Barcelona     | España  | 2016-17 |
| Supercopa de Francia       | París Saint-Germain | Francia | 2023    |
| Ligue 1                    | París Saint-Germain | Francia | 2023-24 |
| Copa de Francia            | París Saint-Germain | Francia | 2023-24 |
| Supercopa de Francia       | París Saint-Germain | Francia | 2024    |
| Ligue 1                    | París Saint-Germain | Francia | 2024-25 |
| Copa de Francia            | París Saint-Germain | Francia | 2024-25 |

#### Títulos internacionales
| Título                       | Club                | Sede   | Año     |
| ---------------------------- | ------------------- | ------ | ------- |
| Liga de Campeones de la UEFA | F. C. Barcelona     | Berlín | 2014-15 |
| Supercopa de la UEFA         | F. C. Barcelona     | Tiflis | 2015    |
| Copa Mundial de Clubes       | F. C. Barcelona     | Japón  | 2015    |
| Liga de Campeones de la UEFA | París Saint-Germain | Múnich | 2024-25 |
| Supercopa de la UEFA         | París Saint-Germain | Udine  | 2025    |

#### Distinciones individuales
| Distinción                                                                | Año  |
| ------------------------------------------------------------------------- | ---- |
| Premio Don Balón al jugador revelación de la Liga                         | 1991 |
| Incluido en la lista FIFA 100 de los mejores jugadores vivos del siglo XX | 2004 |
| Premio LFP al mejor entrenador de La Liga                                 | 2015 |
| Mejor entrenador de club del mundo según la IFFHS                         | 2015 |
| Mejor entrenador del mundo según la FIFA                                  | 2015 |

## Filmografía
- Documental Esport3 (20/05/2014), «Luís Enrique: records d'un culer» en CCMA.cat
- Entrevista BarçaTV (13/12/2015), «Luis Enrique, sin límites» en FCBarcelona.es[64]
- Documental Esport3 (26/12/2015), «2015, L'any de Luis Enrique» en CCMA.cat